# Wiki-journalistiek
Wiki-journalistiek is een vorm van burgerjournalistiek waarbij Wiki-gebruikers
gezamenlijk werken aan het verzamelen, controleren en publiceren van nieuws en informatie, bijvoorbeeld op Wikinieuws. 

## Typen
Volgens de bedenker van de term, Paul Bradshaw, zijn er vijf typen wiki-journalistiek: 
- Second draft wikis, een tweede fase van een journalistiek stuk waarbij lezers een artikel kunnen bewerken dat reeds intern geproduceerd is.
- Crowdsourcing wiki, een manier om verslag te doen van materiaal dat, waarschijnlijk vanwege logistieke redenen, niet intern geproduceerd kan worden, maar wel met behulp van wiki-technologie.
- Supplementary wiki, een aanvulling creëren op een origineel journalistiek stuk.
- Open wiki, een open plek, waarbij de onderwerpen gekozen worden door de gebruiker en materiaal geproduceerd kan worden wat anders wellicht niet zou worden gebruikt.
- Logistical wiki, een wiki die enkel intern bewerkt kan worden, en zo de transparantie en continuïteit kan vergemakkelijken.[1]